# Victor Thibault
Victor Thibault, född 8 mars 1867 i Paris, död 3 maj 1941 i Saillans, var en fransk bågskytt. Han deltog vid olympiska sommarspelen 1900.